# Japanische Kriegstuba

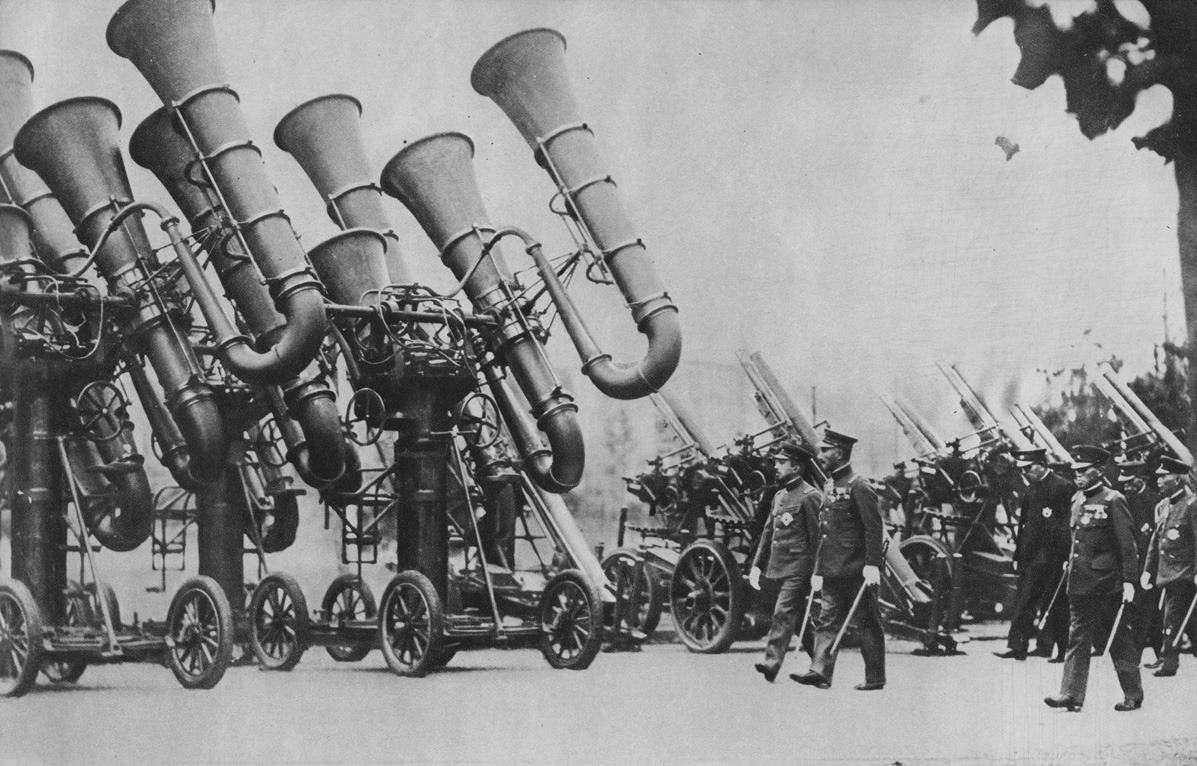
Kaiser Hirohito bei einer Inspektion (Life Magazine, 28. Dezember 1936)

Als Japanische Kriegstuba (jap. 戦争チューバ offizielle Bezeichnung: Großer Himmelshörapparat Typ 90, 九〇式大空中聴音機, kyūjū-shiki dai kūchū chōonki) wird eine Vorrichtung zur akustischen Luftaufklärung der kaiserlich japanischen Armee bezeichnet. Die umgangssprachliche Bezeichnung geht auf die Ähnlichkeit der Geräte mit einer Tuba zurück. 

## Vorgeschichte
In der Mitte des Ersten Weltkriegs und mit dem Aufkommen der militärischen Fliegerei begann die Forschung und Entwicklung von Geräten zur Luftraumüberwachung. Ein Ergebnis dieser Forschungen waren Geräte zur akustischen Ortung, auch akustisches Radar genannt. Diese Geräte nutzten den Motorenlärm von Flugzeugen für deren passive Erkennung. Mit Entwicklung des auf Funkwellen basierenden Radars Mitte der 1930er wurden solche akustischen Lokalisierer überflüssig.

## Wortgeschichte
Die Bezeichnung „Japanische Kriegstuba“ („Japanese War Tuba“) wird seit den 2000er Jahren im Internet verwendet und hat sich seither in der Literatur etabliert. Insbesondere in Japan erhielt das Gerät den Spitznamen 戦争チューバ (Kriegstuba). Die Bezeichnung entstand durch ein Foto, das 1936 im Life Magazine veröffentlicht wurde. Das Bild zeigt den damaligen japanischen Kaiser Hirohito, einige Flugabwehrkanonen und die Konstruktion, bestehend aus mehreren großen Hörnern, die schräg in den Himmel gerichtet sind. Das New Yorker Magazin bezeichnete die Geräte in einer Bildunterschrift als „gigantic trumpets“.

## Trivia
Japanese War Tuba ist ein Musiktitel der US-Band Everything Absent or Distorted (A Love Story) auf ihrem 2008 erschienenen Album The Great Collapse sowie ein Album und der gleichnamige 51-minütige Song Japanese War Tuba des Bostoner Metal Chaos Ensemble.